# World Touring Car Championship 2012
FIA World Touring Car Championship 2012 är den åttonde säsongen av World Touring Car Championship, världsmästerskapet i standardvagnsracing. Säsongen inleddes med FIA WTCC Race of Italy på Autodromo Nazionale Monza den 11 mars och kommer som vanligt att avslutas med Guia Race of Macau på Circuito da Guia den 18 november.

## Nyheter

### Reglemente
- Kvalsystemet ändrades. De tolv första från Q1 går vidare till Q2, och bilarna ställs upp på griden efter Q2:s resultat i det första racet. I det andra vänds de tio första från Q2, så att den förare som fick pole position till race 1 får starta tia i race 2 och så vidare. För att få gå vidare till Q2 måste bilen följa WTCC:s reglemente fullt ut. De fem första i kvalet får poäng; ettan får fem, tvåan får fyra och sedan i en fallande skala till femman som får ett poäng.[1][2]
- Maxlängden på racen ändrades från 50 till 60 kilometer.[2]
- När en förare blivit varnad tre gånger under säsongen, bestraffas denna med tio platsers nedflyttning på griden till det första racet under efterföljande tävlingshelg.[2]
- Numren på förarnas dörrar flyttades till de bakre sidorutorna för att underlätta för publik och TV-tittare att se vem som är vem.[2]
- Samtliga förare får använda sexton nya slicks under sin första tävlingshelg och sedan tjugo per helg, varav tolv nya.[2]
- Motorerna skall räcka hela säsongen. Om någon förare tvingas byta under pågående säsong, kommer denna få starta sist i det efterföljande racet.[2]
- Tilläggsvikterna baseras nu på den snabbaste tiden i kvalet, samt medelvärdet på de två snabbaste tiderna från de två snabbaste förarna i varje bilmodell under racen. Max- och minimivikt ligger kvar på +40 kilogram, respektive −20.[2]
- Domarna har varje tävlingshelg hjälp av en racerförare med erfarenhet från standardvagnsracing, för att kunna fatta så korrekta beslut som möjligt. Föraren kommer inte få delta i röstningen, men hjälpa domarna att se situationerna ur ett förarperspektiv.[3]

### Tävlingar
- FIA WTCC Race of Belgium, FIA WTCC Race of the Czech Republic och FIA WTCC Race of UK försvinner.[4][5]
- FIA WTCC Race of Germany på Motorsport Arena Oschersleben ersätts av FIA WTCC Race of Austria på Salzburgring.[6][5]
- FIA WTCC Race of Morocco på Marrakech Street Circuit återkommer, efter ett års uppehåll.[4]
- FIA WTCC Race of the United States på Infineon Raceway tillkommer.[7]
- FIA WTCC Race of Argentina var återigen planerad, men, precis som under 2011, blev tävlingen struken innan säsongen startade.[5][8] Istället ersattes den av FIA WTCC Race of Slovakia på Automotodróm Slovakia Ring.[9]
- FIA WTCC Race of China flyttas från Shanghai Tianma Circuit till Shanghai International Circuit.[5]
- FIA WTCC Race of Portugal flyttas från den från början planerade stadsbanan i Porto, Circuito da Boavista, till Autódromo Fernanda Pires da Silva.[5]

### Bilar
- Chevrolet fortsätter med fabriksteam, drivet av RML Group.[10]
- Arena International Motorsport kommer ställa upp med Ford Focus med 1,6-liters turbomotor.[11]
- SEAT Sport utvecklar 1,6-liters turbomotorer och kommer stötta de privatteam som tävlar med SEAT León, samtidigt som de förbereder sig för att komma tillbaka med fabriksteam till säsongen 2013.[12]
- Lada kommer ställa upp med Lada Granta Sport i Ungern och Portugal.[13]

## Tävlingskalender
| Datum        | Race                      | Bana                                              | Pole Position     | Snabbaste varv    | Segrare           | Team               | Segrare (Yokohama) | Rapport |
| ------------ | ------------------------- | ------------------------------------------------- | ----------------- | ----------------- | ----------------- | ------------------ | ------------------ | ------- |
| 11 mars      | Race of Italy             | Autodromo Nazionale Monza                         | Gabriele Tarquini | Rickard Rydell    | Yvan Muller       | Chevrolet          | Pepe Oriola        | ■       |
| 11 mars      | Race of Italy             | Autodromo Nazionale Monza                         | Norbert Michelisz | Robert Huff       | Yvan Muller       | Chevrolet          | Stefano D'Aste     | ■       |
| 1 april      | Race of Spain             | Circuit de la Comunitat Valenciana Ricardo Tormo  | Yvan Muller       | Yvan Muller       | Yvan Muller       | Chevrolet          | Pepe Oriola        | ■       |
| 1 april      | Race of Spain             | Circuit de la Comunitat Valenciana Ricardo Tormo  | Stefano D'Aste    | Alain Menu        | Alain Menu        | Chevrolet          | Stefano D'Aste     | ■       |
| 15 april     | Race of Morocco           | Circuit International Automobile Moulay El Hassan | Alain Menu        | Pepe Oriola       | Alain Menu        | Chevrolet          | Pepe Oriola        | ■       |
| 15 april     | Race of Morocco           | Circuit International Automobile Moulay El Hassan | James Nash        | Alain Menu        | Yvan Muller       | Chevrolet          | Stefano D'Aste     | ■       |
| 29 april     | Race of Slovakia          | Automotodróm Slovakia Ring                        | Norbert Michelisz | Norbert Michelisz | Gabriele Tarquini | Lukoil Racing Team | Aleksej Dudukalo   | ■       |
| 29 april     | Race of Slovakia          | Automotodróm Slovakia Ring                        | Stefano D'Aste    | Yvan Muller       | Robert Huff       | Chevrolet          | Pepe Oriola        | ■       |
| 6 maj        | Race of Hungary           | Hungaroring                                       | Yvan Muller       | Yvan Muller       | Yvan Muller       | Chevrolet          | Mehdi Bennani      | ■       |
| 6 maj        | Race of Hungary           | Hungaroring                                       | Franz Engstler    | Norbert Michelisz | Norbert Michelisz | Zengő Motorsport   | Norbert Michelisz  | ■       |
| 20 maj       | Race of Austria           | Salzburgring                                      | Robert Huff       | Yvan Muller       | Robert Huff       | Chevrolet          | Alex MacDowall     | ■       |
| 20 maj       | Race of Austria           | Salzburgring                                      | Aleksej Dudukalo  | Alain Menu        | Stefano D'Aste    | Wiechers-Sport     | Stefano D'Aste     | ■       |
| 3 juni       | Race of Portugal          | Autódromo Internacional do Algarve                | Gabriele Tarquini | Yvan Muller       | Yvan Muller       | Chevrolet          | Norbert Michelisz  | ■       |
| 3 juni       | Race of Portugal          | Autódromo Internacional do Algarve                | Pepe Oriola       | Alain Menu        | Alain Menu        | Chevrolet          | Pepe Oriola        | ■       |
| 22 juli      | Race of Brazil            | Autódromo Internacional de Curitiba               | Yvan Muller       | Yvan Muller       | Yvan Muller       | Chevrolet          | Michel Nykjær      | ■       |
| 22 juli      | Race of Brazil            | Autódromo Internacional de Curitiba               | Norbert Michelisz | Robert Huff       | Robert Huff       | Chevrolet          | Norbert Michelisz  | ■       |
| 23 september | Race of the United States | Sonoma Raceway                                    |                   |                   |                   |                    |                    | ■       |
| 23 september | Race of the United States | Sonoma Raceway                                    |                   |                   |                   |                    |                    | ■       |
| 21 oktober   | Race of Japan             | Suzuka International Racing Course                |                   |                   |                   |                    |                    | ■       |
| 21 oktober   | Race of Japan             | Suzuka International Racing Course                |                   |                   |                   |                    |                    | ■       |
| 4 november   | Race of China             | Shanghai International Circuit                    |                   |                   |                   |                    |                    | ■       |
| 4 november   | Race of China             | Shanghai International Circuit                    |                   |                   |                   |                    |                    | ■       |
| 18 november  | Guia Race of Macau        | Circuito da Guia                                  |                   |                   |                   |                    |                    | ■       |
| 18 november  | Guia Race of Macau        | Circuito da Guia                                  |                   |                   |                   |                    |                    | ■       |

| · 1. Italien 2. Spanien · 4. Slovakien · 5. Ungern 6.Österrike 7. Portugal |
| · 3. Marocko 8. Brasilien 9. USA 10. Japan 11. Kina 12. Macau              |

## Team och förare
| Bilmärke             | Team                        | #  | Förare               | IT | Tävlingshelger |
| -------------------- | --------------------------- | -- | -------------------- | -- | -------------- |
| Chevrolet Cruze 1.6T | Chevrolet                   | 1  | Yvan Muller          |    | 1 →            |
| Chevrolet Cruze 1.6T | Chevrolet                   | 2  | Robert Huff          |    | 1 →            |
| Chevrolet Cruze 1.6T | Chevrolet                   | 8  | Alain Menu           |    | 1 →            |
| Chevrolet Cruze 1.6T | Chevrolet Motorsport Sweden | 9  | Rickard Rydell       |    | 1              |
| Chevrolet Cruze 1.6T | bamboo-engineering          | 11 | Alex MacDowall       |    | 1 →            |
| Chevrolet Cruze 1.6T | bamboo-engineering          | 12 | Pasquale Di Sabatino |    | 1 → 7          |
| Chevrolet Cruze 1.6T | bamboo-engineering          | 17 | Michel Nykjær        |    | 8 →            |
| SEAT León WTCC       | Lukoil Racing Team          | 3  | Gabriele Tarquini    |    | 1 →            |
| SEAT León WTCC       | Lukoil Racing Team          | 4  | Aleksej Dudukalo     |    | 1 →            |
| SEAT León WTCC       | Special Tuning Racing       | 20 | Darryl O'Young       |    | 1 →            |
| SEAT León WTCC       | Special Tuning Racing       | 22 | Tom Boardman         |    | 7 →            |
| SEAT León TDi        | Special Tuning Racing       | 22 | Tom Boardman         |    | 2 → 6          |
| SEAT León TDi        | Tuenti Racing Team          | 18 | Tiago Monteiro       |    | 1              |
| SUNRED SR León 1.6T  | Tuenti Racing Team          | 18 | Tiago Monteiro       |    | 2 →            |
| SEAT León WTCC       | Tuenti Racing Team          | 74 | Pepe Oriola          |    | 1 →            |
| SEAT León WTCC       | Tuenti Racing Team          | 88 | Fernando Monje       |    | 8 →            |
| SUNRED SR León 1.6T  | SUNRED Engineering          | 88 | Fernando Monje       |    | 2              |
| SEAT León TDi        | SUNRED Engineering          | 40 | Andrea Barlesi       |    | 1              |
| SUNRED SR León 1.6T  | SUNRED Engineering          | 40 | Andrea Barlesi       |    | 2 → 3          |
| BMW 320 TC           | Zengõ Motorsport            | 5  | Norbert Michelisz    |    | 1 →            |
| BMW 320 TC           | Zengõ Motorsport            | 27 | Gábor Wéber          |    | 1 → 2, 4 → 7   |
| BMW 320 TC           | Liqui Moly Team Engstler    | 6  | Franz Engstler       |    | 1 →            |
| BMW 320 TC           | Liqui Moly Team Engstler    | 7  | Charles Ng           |    | 1 →            |
| BMW 320 TC           | ROAL Motorsport             | 15 | Tom Coronel          |    | 1 →            |
| BMW 320 TC           | ROAL Motorsport             | 16 | Alberto Cerqui       |    | 1 →            |
| BMW 320 TC           | Proteam Racing              | 24 | Isaac Tutumlu        |    | 1 → 3          |
| BMW 320 TC           | Proteam Racing              | 25 | Mehdi Bennani        |    | 1 →            |
| BMW 320 TC           | Wiechers-Sport              | 26 | Stefano D'Aste       |    | 1 →            |
| Ford Focus S2000 TC  | Team Aon                    | 14 | James Nash           |    | 1 →            |
| Ford Focus S2000 TC  | Team Aon                    | 23 | Tom Chilton          |    | 1 →            |
| Honda Civic 1.6T     | JAS Motorsport              | 18 | Tiago Monteiro       | ?  | ?              |
| Lada Granta Sport    | Lada Sport                  | 69 | James Thompson       |    | 5, 7           |